# Râul Brezovița
Râul Brezovița este un curs de apă, afluent al râului Prigor. 